# Travestimento teatral
No teatro, um papel-travesti é um papel masculino cantado por uma mulher e, mais raramente, vice-versa.

## Teatro musical
Em ópera barroca era completamente usual o recurso aos papéis-travestis e aos castrati.[carece de fontes?]
Utilizou-se mais tarde esse recurso, em ópera romântica e pós-romântica, quase só para caracterizar garotos ou adolescentes do sexo masculino. Pelo realismo da época a voz de tenor foi considerada inadequada para esse papel porque um tenor, por definição, é um homem adulto. Então, perguntar-se-á, por que não se utiliza um garoto ou um adolescente de verdade para representar esse papel? Acontece que na adolescência a voz dos garotos está mudando, é muito insegura e tem grande tendência a desafinar. Cantar nessa idade é problemático para os garotos. A solução então que muitos compositores utilizam para resolver esse problema é utilizar uma mulher vestida de homem.[carece de fontes?]
Um dos papéis-travesti mais famosos da história da ópera é sem dúvida Cherubino em Le Nozze di Figaro de Wolfgang Amadeus Mozart. Há vários outros papéis-travesti nas óperas de Mozart; entre eles podemos citar Lucio Cinna em Lucio Silla e Annio em La Clemenza di Tito. Nas operas de Gioachino Rossini pode-se citar o papel-título de Tancredi, Malcolm em La donna del lago, Calbo em Maometto II e Arsace em Semiramide.   Na ópera Salvador Rosa, do compositor brasileiro Antônio Carlos Gomes, Genariello também é um papel-travesti. O papel-travesti mais famoso nas óperas do século XX é sem dúvida Octavian em Der Rosenkavalier de Richard Strauss.[carece de fontes?]

## Lista de papéis-travestis em ópera
Excluindo-se os papéis masculinos originalmente realizados por castrati (e hoje em dia interpretados por mulheres en travesti ou por contratenores).
- Viscardo (Bianca e Fernando de Vincenzo Bellini, mezzo-soprano)
- Nerestano (Zaira de Vincenzo Bellini, mezzo-soprano)
- Romeo (I Capuleti e i Montecchi de Vincenzo Bellini, mezzo-soprano)
- Ascanio (Benvenuto Cellini de Hector Berlioz, mezzo-soprano)
- Ascanio (Les Troyens de Hector Berlioz, soprano)
- Walter (La Wally de Alfredo Catalani,soprano)
- Linfea (Calisto de Francesco Cavalli, tenor)
- Erice (L'Ormindo de Francesco Cavalli, tenor)
- Ama de Armindo (Il pomo d'oro, de Antonio Cesti, tenor)
- Violante e Brunetta (I tre amanti de Domenico Cimarosa, sopranistas castrati)
- Livietta e Irene (Il ritorno di Don Calandrino de Domenico Cimarosa, sopranistas castrati)
- Livia e Madama Brillante (L'italiana in Londra de Domenico Cimarosa, sopranistas castrati)
- Laurina e Emilia (Le donne rivali de Domenico Cimarosa, sopranistas castrati)
- Eurilia e Cintia (Il pittor parigino de Domenico Cimarosa, sopranistas castrati)
- Cleofide e Erissena (Alessandro nell'Indie de Domenico Cimarosa, sopranistas castrati)
- Sandra e Madama Laura (I due baroni di Rocca Azzurra de Domenico Cimarosa, sopranistas castrati)
- Mamã Agata (Le convenienze ed inconvenienze teatrali de Gaetano Donizetti, barítono)
- Smeton (Anna Bolena de Gaetano Donizetti, contralto)
- Rodrigo (Pia de' Tolomei de Gaetano Donizetti, contralto)
- Pierotto (Linda di Chamounix de Gaetano Donizetti, contralto)
- Armando de Gondi (Maria di Rohan de Gaetano Donizetti, tenor, em seguida, habitualmente, contralto)
- Santippe (La Pazienza di Socrate de Antonio Draghi, tenor)
- Lauso (Lauso e Lidia de Giuseppe Farinelli, contralto)
- Castore (Castore e Polluce de Vincenzo Federici, contralto)
- Siebel (Faust de Charles Gounod, soprano/mezzo-soprano)
- Stefano (Roméo et Juliette de Charles Gounod, soprano/mezzo-soprano)
- Evanco (Rodrigo de Georg Friedrich Händel, soprano)
- Ottone (Agrippina de Georg Friedrich Händel, contralto)
- Goffredo (Rinaldo de Georg Friedrich Händel, contralto)
- Arcane (Teseo de Georg Friedrich Händel, contralto)
- Dardano (Amadigi di Gaula de Georg Friedrich Händel, contralto)
- Radamisto e Tigrane (Radamisto de Georg Friedrich Händel, sopranos)
- Tarquinio (Muzio Scevola de Georg Friedrich Händel, soprano)
- Vitige (Flavio de Georg Friedrich Händel, soprano)
- Sesto (Giulio Cesare in Egitto de Georg Friedrich Händel, soprano)
- Orindo (Admeto de Georg Friedrich Händel, contralto)
- Idelberto (Lotario de Georg Friedrich Händel, contralto)
- Armindo (Partenope de Georg Friedrich Händel, contralto)
- Gandarte (Poro, re delle Indie de Georg Friedrich Händel, contralto)
- Valentiniano (Ezio de Georg Friedrich Händel, contralto)
- Melo (Sosarme de Georg Friedrich Händel, contralto)
- Medoro (Orlando de Georg Friedrich Händel, contralto)
- Filotete (Oreste de Georg Friedrich Händel, contralto)
- Polinesso (Ariodante de Georg Friedrich Händel, contralto)
- Don Ettore e Apollonia (La canterina de Franz Joseph Haydn, soprano e tenor)
- Volpino (Lo speziale de Franz Joseph Haydn, soprano)
- Alecto (Alceste de Jean-Baptiste Lully, haute-contre)
- Alecto (Atys de Jean-Baptiste Lully, personagem mudo)
- Éris (Proserpine de Jean-Baptiste Lully, tenor)
- Zamoro (Alzira de Nicola Manfroce, contralto)
- Zanetto (Zanetto de Pietro Mascagni, mezzo-soprano)
- Beppe (L'amico Fritz de Pietro Mascagni, mezzo-soprano)
- Achille (Ifigenia in Aulide de Simon Mayr, contralto)
- Enrico(La rosa bianca e la rosa rossa de Simone Mayr, contralto)
- Enea (Didone abbandonata de Saverio Mercadante, contralto)
- Armando d'Orville (Il crociato in Egitto de Giacomo Meyerbeer, soprano)
- Edmondo ou Edemondo (Emma di Resburgo de Giacomo Meyerbeer, mezzo-soprano, e de Filippo Celli, contralto)
- Urbain (Os huguenotes de Giacomo Meyerbeer, mezzo-soprano)
- Ragonde (Les Amours de Ragonde de Jean-Joseph Mouret, taille)
- Melia (Apollo et Hyacinthus de Wolfgang Amadeus Mozart, voz branca, rapaz soprano)
- Lucio Cinna (Lucio Silla de Wolfgang Amadeus Mozart, soprano)
- Cherubino (Le nozze di Figaro de Wolfgang Amadeus Mozart, mezzo-soprano)
- Annio (La clemenza di Tito de Wolfgang Amadeus Mozart, soprano)
- Nicklausse (Os Contos de Hoffmann de Jacques Offenbach, mezzo-soprano)
- Wilfredo (Ivanohe de Giovanni Pacini, contralto)
- Costanza e Silvia (L'isola disabitata de Giovanni Paisiello, sopranistas castrati)
- Lisa (Diocleziano, de Carlo Pallavicino, tenor)
- Teodoro (Teodoro de Stefano Pavesi, contralto)
- Adriano e Aquilio (Adriano in Siria de Giovanni Battista Pergolesi, sopranos)
- Ascanio (Lo frate 'nnamorato de Giovanni Battista Pergolesi, soprano)
- Aristea e Argene (L'Olimpiade de Giovanni Battista Pergolesi, sopranistas castrati)
- Metalce e Micisda (Il prigionier superbo de Giovanni Battista Pergolesi, contralto, soprano)
- Flaminio e Ferdinando (Il Flaminio de Giovanni Battista Pergolesi, sopranos)
- Alessandro (La Salustia de Giovanni Battista Pergolesi, contralto)
- Cecchina, Lucinda, Paoluccia e Sandrina (La Cecchina de Niccolò Piccinni, sopranistas e mezzo-sopranistas castrati)
- Lindora e Aurelia (Le donne vendicate de Niccolò Piccinni, sopranistas castrati)
- Didone, Selene e Osmida (Didone abbandonata de Niccolò Piccinni, sopranistas castrati)
- Donna Aurora e Silvia (L'americano de Niccolò Piccinni, sopranistas castrati)
- Lelio (Marion Delorme de Amilcare Ponchielli, mezzo-soprano)
- A cozinheira (O Amor das Três Laranjas de Serguei Prokofiev, baixo)
- Tisífone e as Parcas (Hippolyte et Aricie de Jean-Philippe Rameau, taille, basse-taille, haute-contre)
- Belona e Amor (Les Indes galantes de Jean-Philippe Rameau, basse-taille e soprano)
- Amor (Dardanus de Jean-Philippe Rameau, soprano)
- Platée e Amor (Platée de Jean-Philippe Rameau, haute-contre e soprano)
- A Inveja (Le temple de la Gloire de Jean-Philippe Rameau, basse-taille)
- Amor (Zaïs de Jean-Philippe Rameau, soprano)
- Amor (Pigmalion de Jean-Philippe Rameau, soprano)
- Adônis e Amor (Les Surprises de l'Amour de Jean-Philippe Rameau, sopranos)
- A Vingança e as Fúrias (Zoroastre de Jean-Philippe Rameau, basse-taille, taille e haute-contre)
- La fada Manto (Les Paladins de Jean-Philippe Rameau, haute-contre)
- Ama de Euridice (Orfeo de Luigi Rossi, sopranista castrato)
- Siveno (Demetrio e Polibio de Gioachino Rossini, contralto)
- Ciro (Ciro in Babilonia de Gioachino Rossini, contralto)
- Tancredi e Roggiero (Tancredi de Gioachino Rossini, contralto e mezzo-soprano)
- Sigismondo (Sigismondo de Gioachino Rossini, contralto)
- Enrico (Elisabetta, Regina d'Inghilterra de Gioachino Rossini, contralto, e de Stefano Pavesi, contralto)
- Calbo (Maometto secondo de Gioachino Rossini, contralto)
- Pippo (La gazza ladra de Gioachino Rossini, contralto)
- Eduardo (Eduardo e Cristina de Gioachino Rossini, contralto)
- Malcolm (La donna del lago de Gioachino Rossini, contralto)
- Falliero (Bianca e Falliero de Gioachino Rossini, contralto)
- Arsace (Semiramide de Gioachino Rossini, contralto)
- Isoliero (Le comte Ory de Gioachino Rossini, mezzo-soprano)
- Jemmy (Guilherme Tell de Gioachino Rossini, soprano)
- Delma (L'Adelaide de Antonio Sartorio, tenor)
- Rubia (Seleuco de Antonio Sartorio, tenor)
- Silena (Anacreonte de Alessandro Scarlatti, tenor)
- Cleria (Teodora Augusta de Alessandro Scarlatti, tenor)
- Niceta (Emireno de Alessandro Scarlatti, tenor)
- Felba (L'amazzone corsara de Alessandro Scarlatti, tenor)
- Simona (Trespolo tutore de Alessandro Stradella, tenor)
- Orlofsky (Die Fledermaus de Johann Strauss II, mezzo-soprano ou contralto)
- Pagem de Herodíades (Salomè de Richard Strauss, contralto)
- Octavian (Der Rosenkavalier de Richard Strauss, mezzo-soprano)
- Compositor (Ariadne auf Naxos de Richard Strauss, soprano/mezzo-soprano)
- Romeo (Giulietta e Romeo de Nicola Vaccaj, contralto)
- Oscar (Un ballo in maschera de Giuseppe Verdi, soprano)
- Tebaldo (Don Carlos de Giuseppe Verdi, soprano)
- Didone, Selene e Osmida (Didone abbandonata de Leonardo Vinci, sopranistas e contraltistas castrati)
- Emilia e Marzia (Catone in Utica de Leonardo Vinci, contraltistas e sopranistas castrati)
- Cleofide e Erissena (Alessandro nell'Indie de Leonardo Vinci, sopranistas castrati)
- Semiramide e Tamiri (Semiramide riconosciuta de Leonardo Vinci, sopranistas castrati)
- Mandane e Semira (Artaserse de Leonardo Vinci, sopranistas castrati)
- Ottone (L'Adelaide de Antonio Vivaldi, contralto)
- Nicandro (Arsilda, regina di Ponto de Antonio Vivaldi, soprano)
- Varane e Marziano (L'Atenaide de Antonio Vivaldi, contraltos)
- Tamerlano (Bajazet de Antonio Vivaldi, contralto)
- Fulvio (Catone in Utica de Antonio Vivaldi, contralto)
- Farnace (La costanza trionfante degl'amori e degl'odii de Antonio Vivaldi, contralto)
- Elmiro (Dorilla in Tempe de Antonio Vivaldi, contralto)
- Arianna, Leocasta e la Fortuna (Il Giustino de Antonio Vivaldi, sopranistas castrati)
- Corrado (Griselda de Antonio Vivaldi, contralto)
- Arpago (L'incoronazione di Dario de Antonio Vivaldi, soprano)
- Ramiro (Motezuma de Antonio Vivaldi, mezzo-soprano)
- Orlando (Orlando de Antonio Vivaldi, contralto)
- Ottone (Ottone in villa de Antonio Vivaldi, contralto)
- Arsace (Rosmira de Antonio Vivaldi, soprano)
- Nino (Semiramide de Antonio Vivaldi, contralto)
- Elpino (La Silvia de Antonio Vivaldi, contralto)
- Melindo (La verità in cimento de Antonio Vivaldi, contralto)
- Adriano (Rienzi de Richard Wagner, soprano/mezzo-soprano)
- Puck (Oberon de Carl Maria von Weber, mezzo-soprano)